# Katedra św. Piotra w Vannes
Katedra Świętego Piotra w Vannes (fr. Cathédrale Saint-Pierre de Vannes) – gotycka katedra pod wezwaniem Świętego Piotra w mieście Vannes w regionie Bretania, w departamencie Morbihan we Francji. Jest siedzibą katolickiej diecezji Vannes.

## Historia
Pierwszy kościół w tym miejscu powstał w 919 roku, ale został zniszczony w wyniku najazdów normańskich na Bretanię. Nowy kościół został wzniesiony, podobnie jak poprzedni, w stylu romańskim przez biskupa Judicaël oraz jego brata, księcia Bretanii Godfryda I. Nie jest do końca pewne, czy powstał w tym samym miejscu, co zburzona świątynia. Pod koniec XII lub na początku XIII w. biskupi Rouaud i Guéthenoc wznieśli  praktycznie nową, trzecią z kolei świątynię, zostawiając jedynie romańską wieżę oraz niektóre sekcje chóru. Kolejna rozbudowa rozpoczęła się około 1454 i trwała do 1520. Decyzję o znacznym powiększeniu świątyni podjął biskup Yves de Pontsal, mając na uwadze fakt, że kościół z biegiem lat stał się zbyt mały, aby poradzić sobie z coraz większym napływem pielgrzymów, podróżujących do grobu św. Wincentego Ferreriusza, pochodzącego z aragońskiej Walencji, który zmarł w Vannes, po czym został pochowany pod chórem w tutejszej katedrze. Koszty budowy świątyni, wykonanej w stylu gotyckim (pozostawiono jednak kilka elementów romańskich), zostały w dużej części pokryte z ofiar pielgrzymów gromadzących się u grobu papieża Kaliksta III. Jakkolwiek właściwa budowa zakończyła się w 1520, to sklepienia i chór zbudowano w XVIII w. (w latach 1771-1774), a wieżę południową i kilka innych, akcesoryjnych elementów architektonicznych wzniesiono dopiero w XIX w.
27 maja 2012 w katedrze miała miejsce msza święta beatyfikacyjna Matki od św. Ludwika - francuskiej zakonnicy, założycielki zgromadzenia Sióstr Miłosierdzia św. Ludwika. Uroczystościom, w imieniu Benedykta XVI, przewodniczył kardynał Angelo Amato, prefekt Kongregacji ds. Kanonizacyjnych w Rzymie.

## Galeria

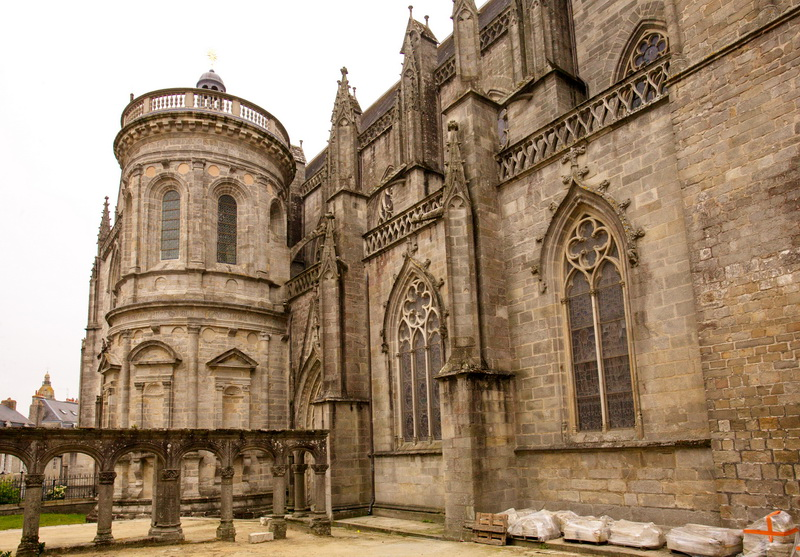
Katedra św. Piotra w Vannes - jedna z bocznych ścian świątyni
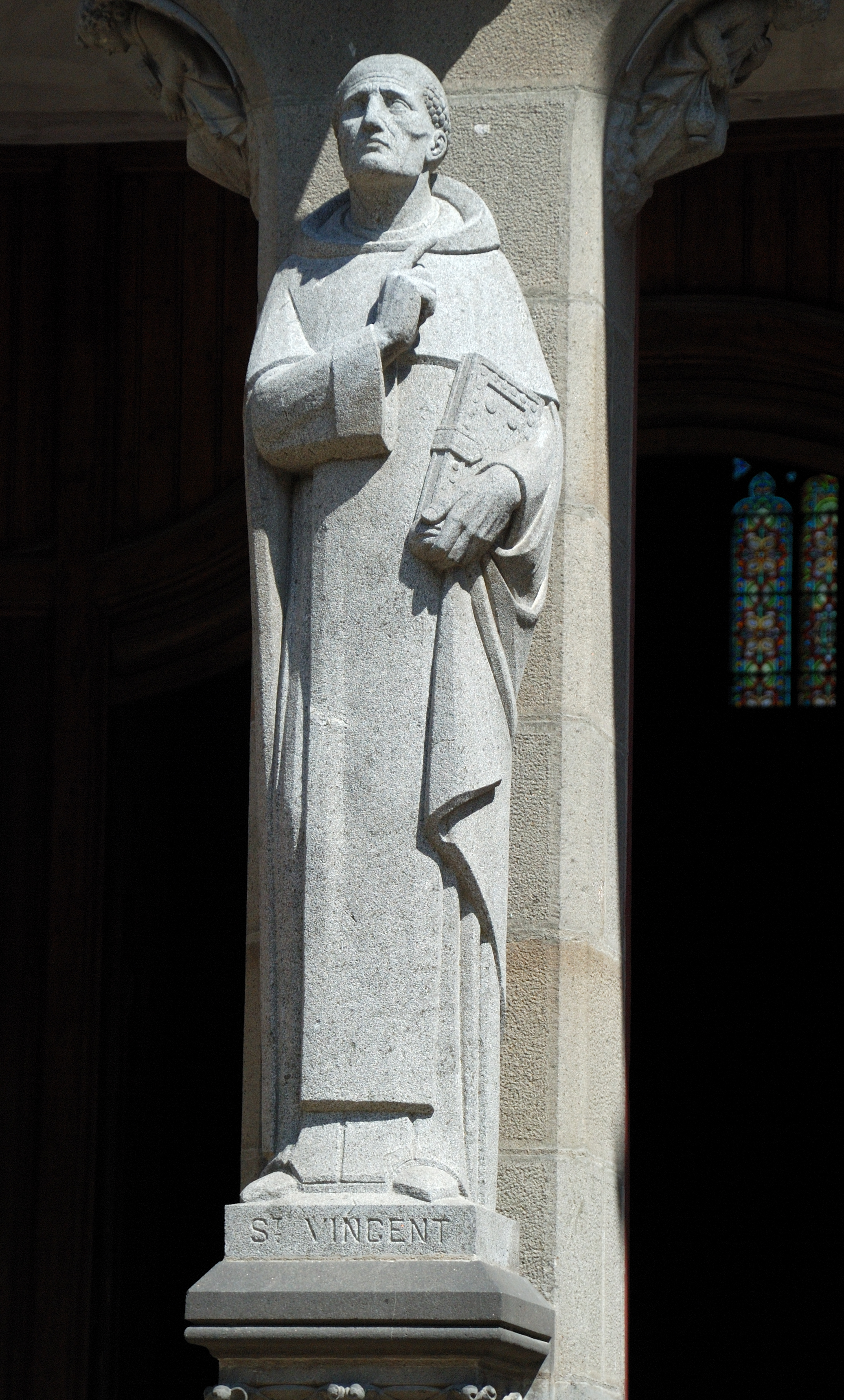
Katedra św. Piotra w Vannes - rzeźba św. Wincentego Ferreriusza
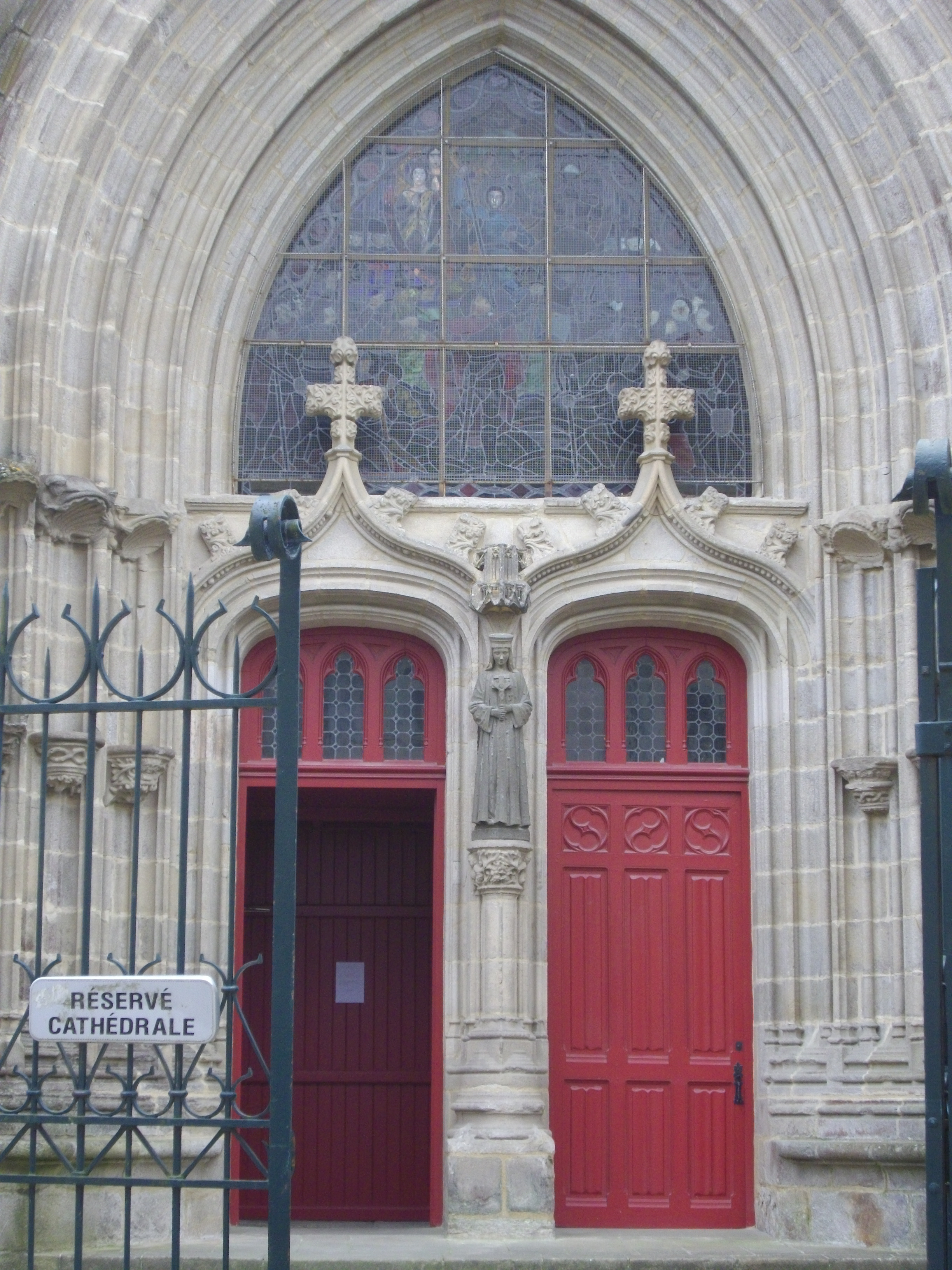
Katedra św. Piotra w Vannes - portal
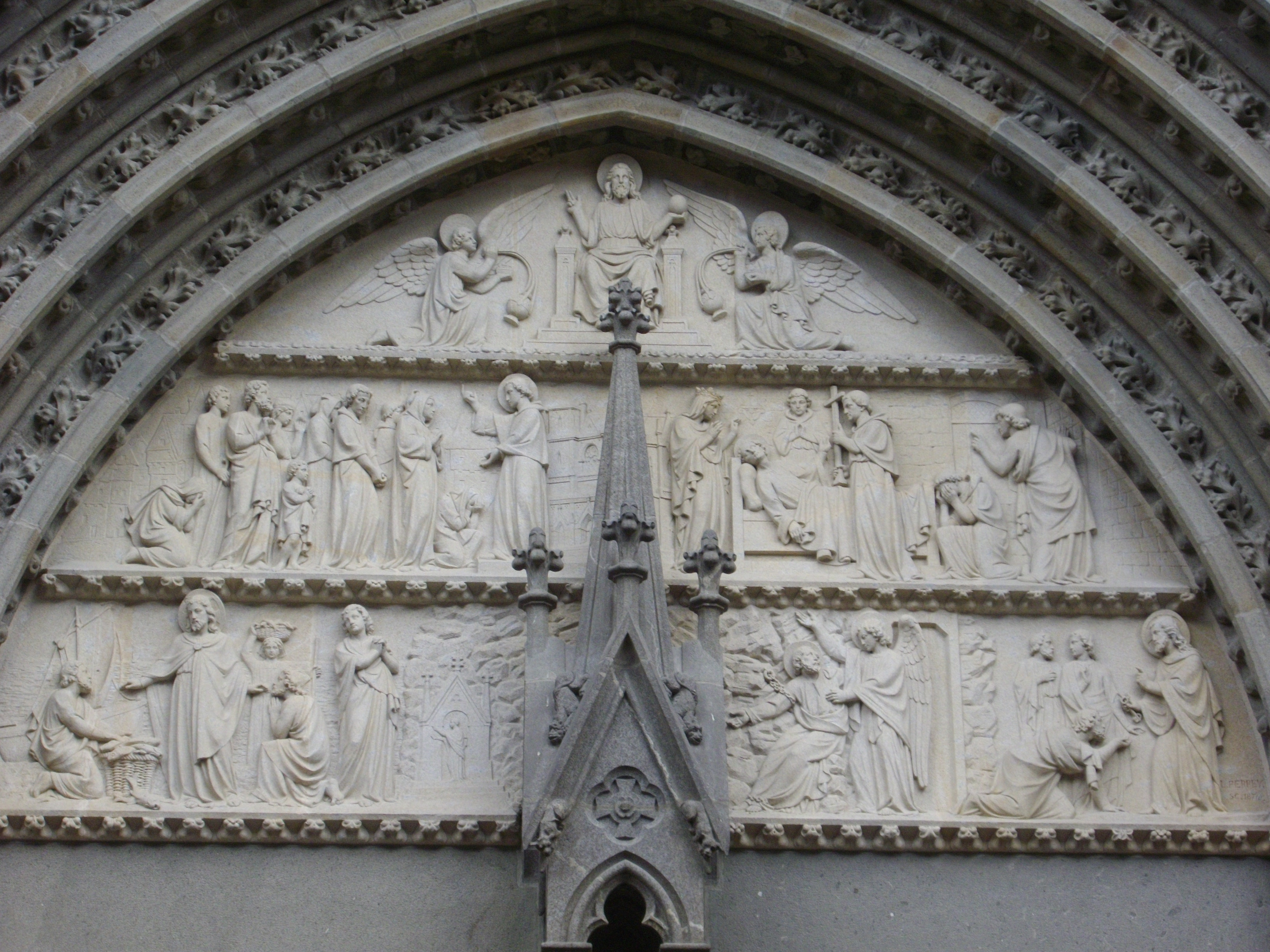
Katedra św. Piotra w Vannes - tympanon
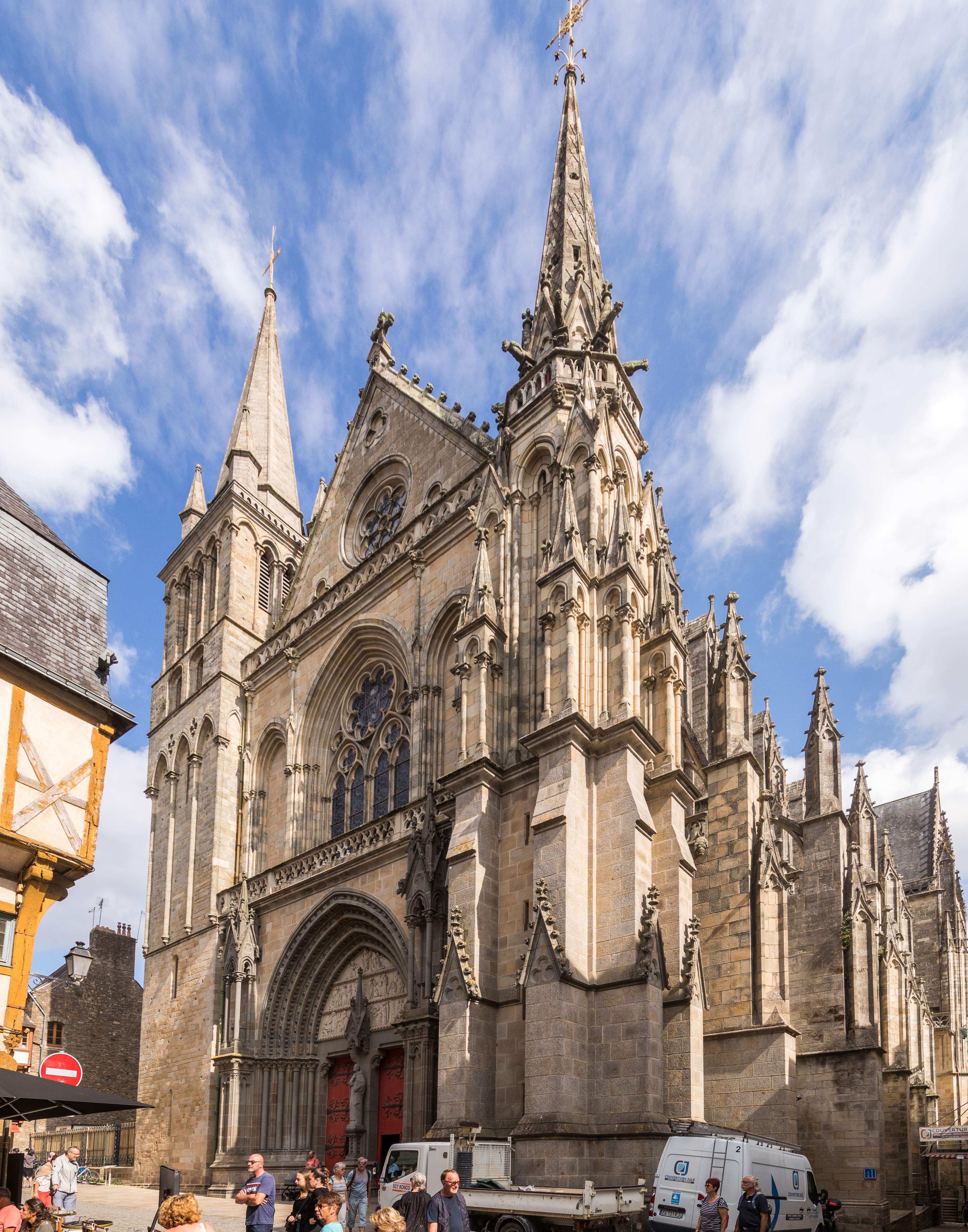
Katedra św. Piotra w Vannes
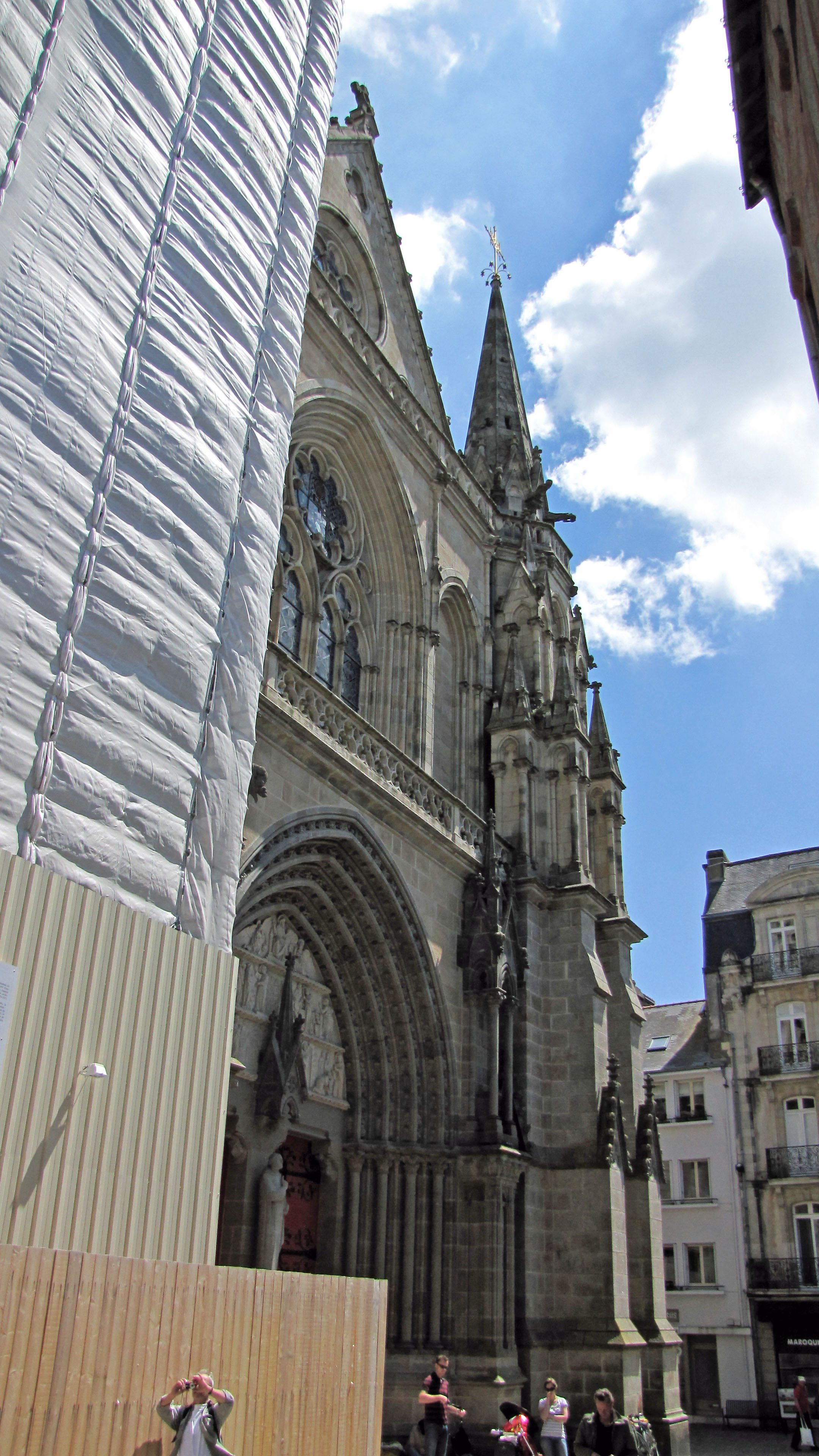
Katedra św. Piotra w Vannes
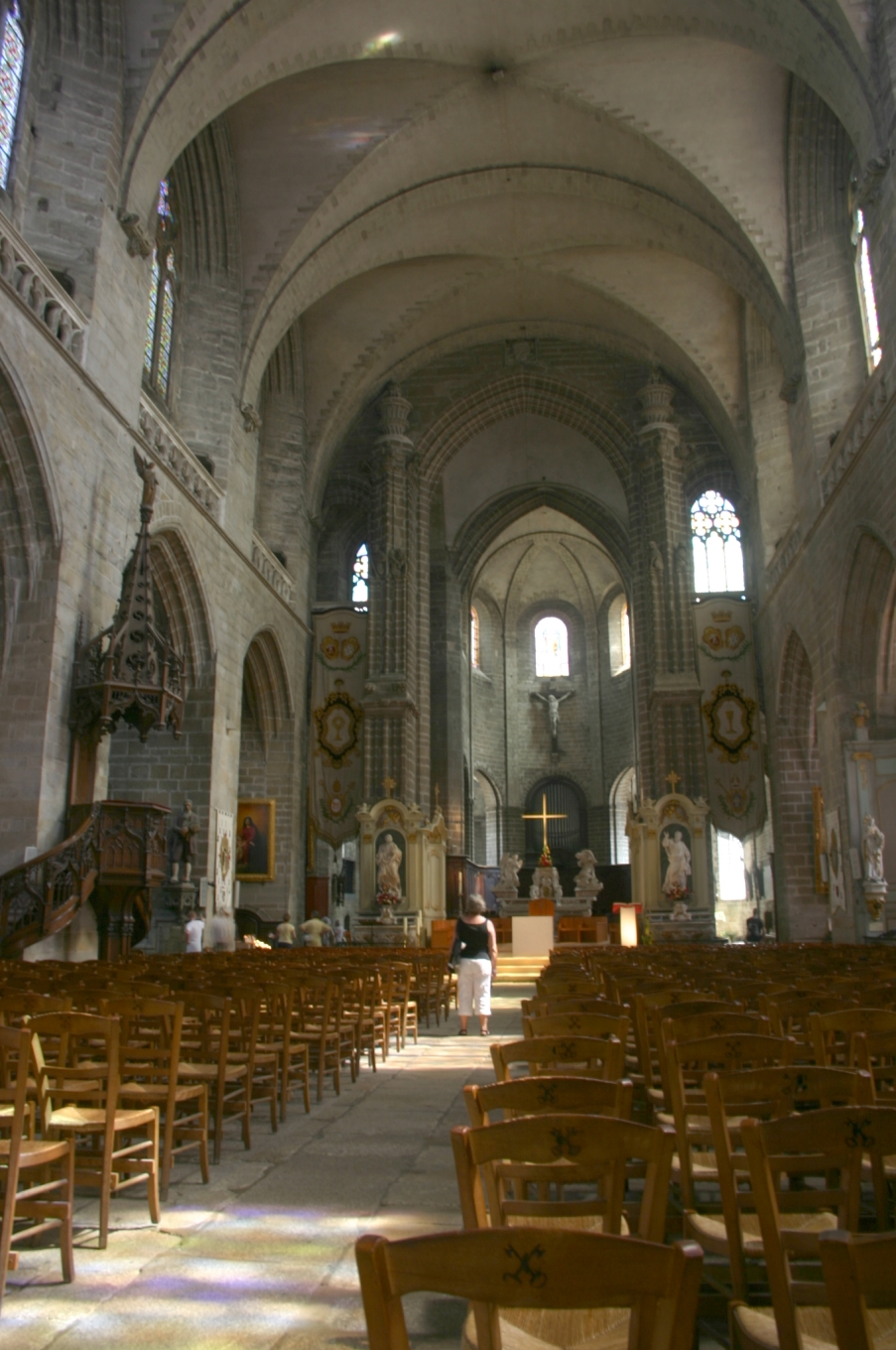
Katedra św. Piotra w Vannes - wnętrze świątyni
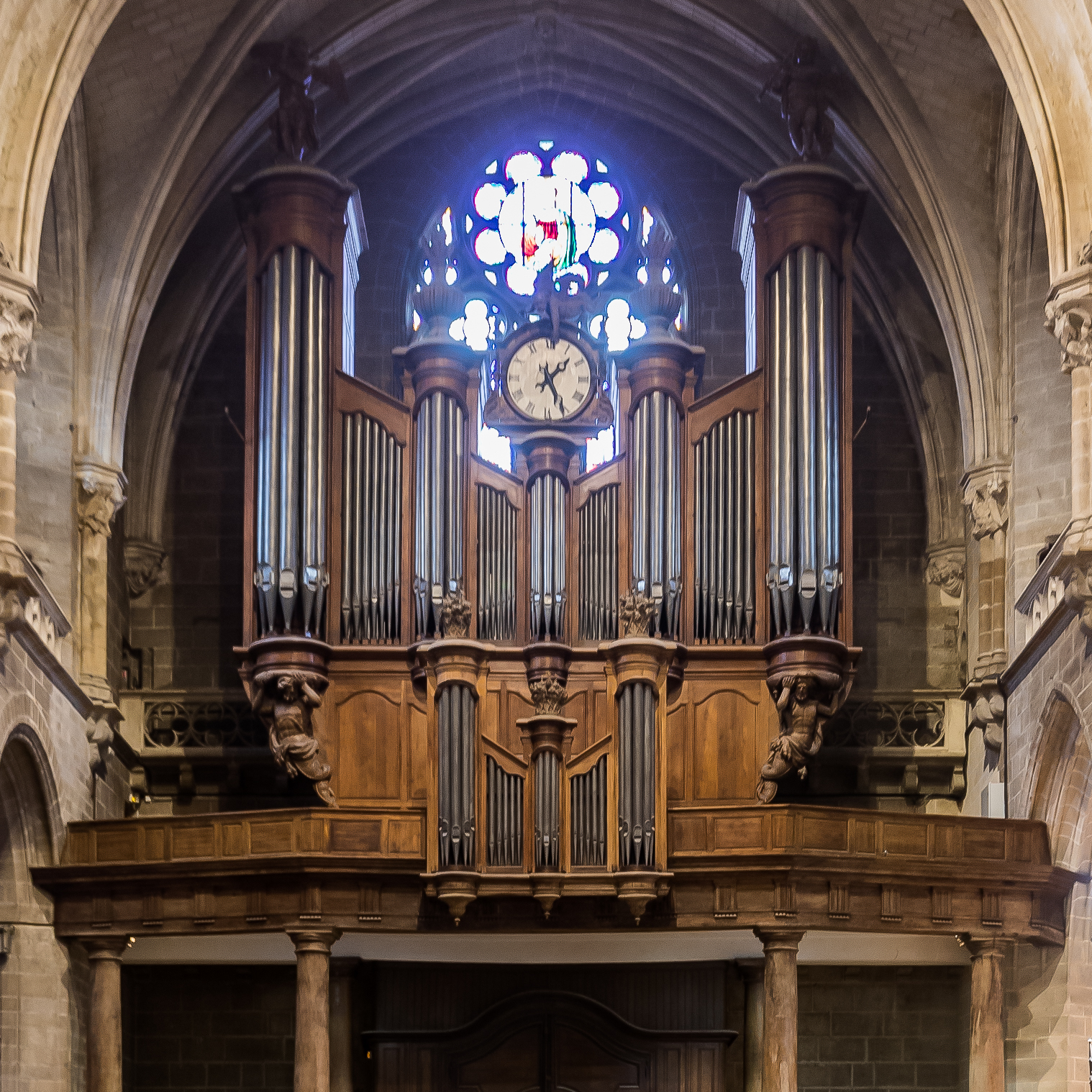
Katedra św. Piotra w Vannes - organy
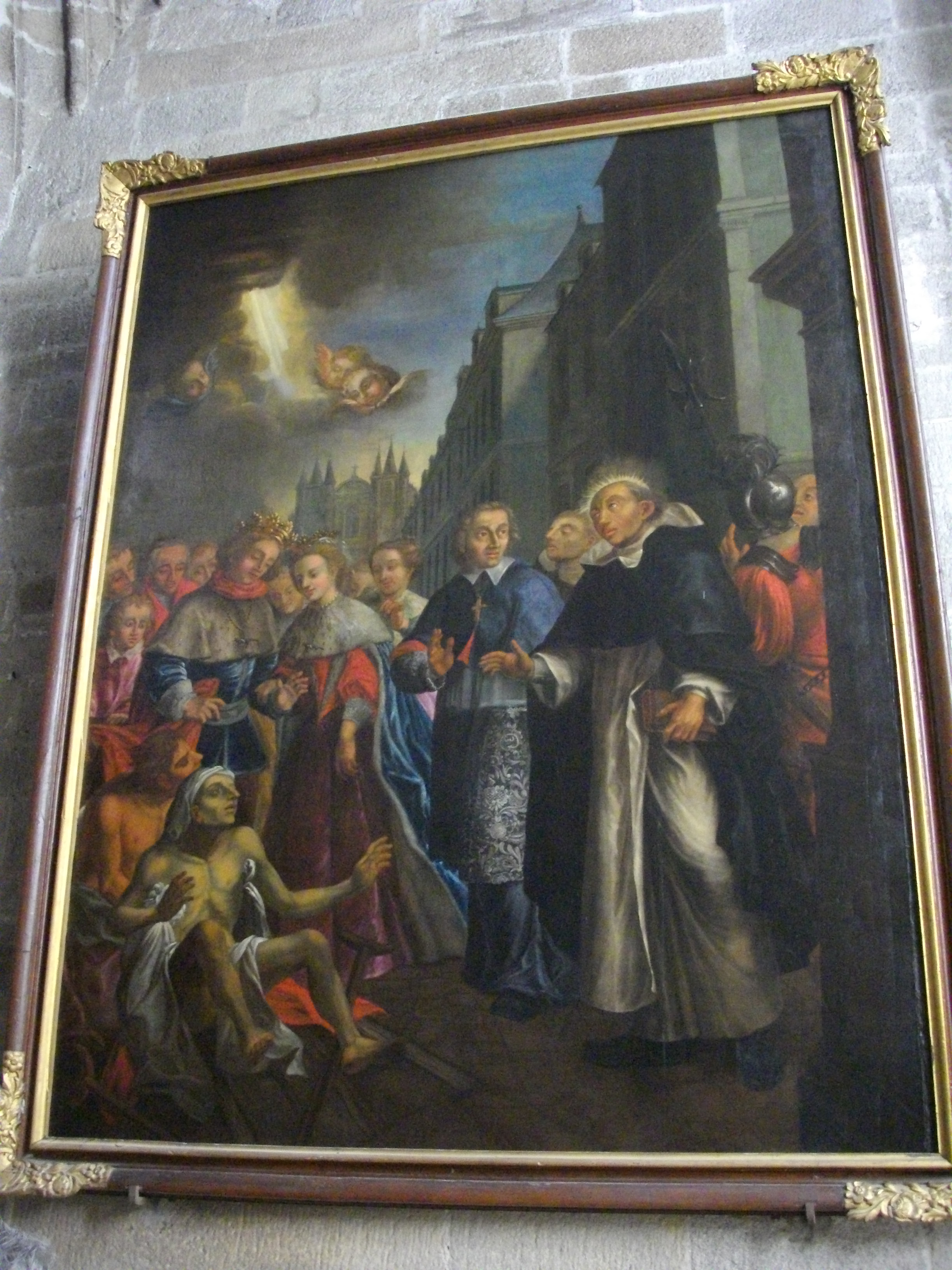
Katedra św. Piotra w Vannes - obraz "Święty Wincenty Ferreriusz uzdrawia paralityka", XVII w.
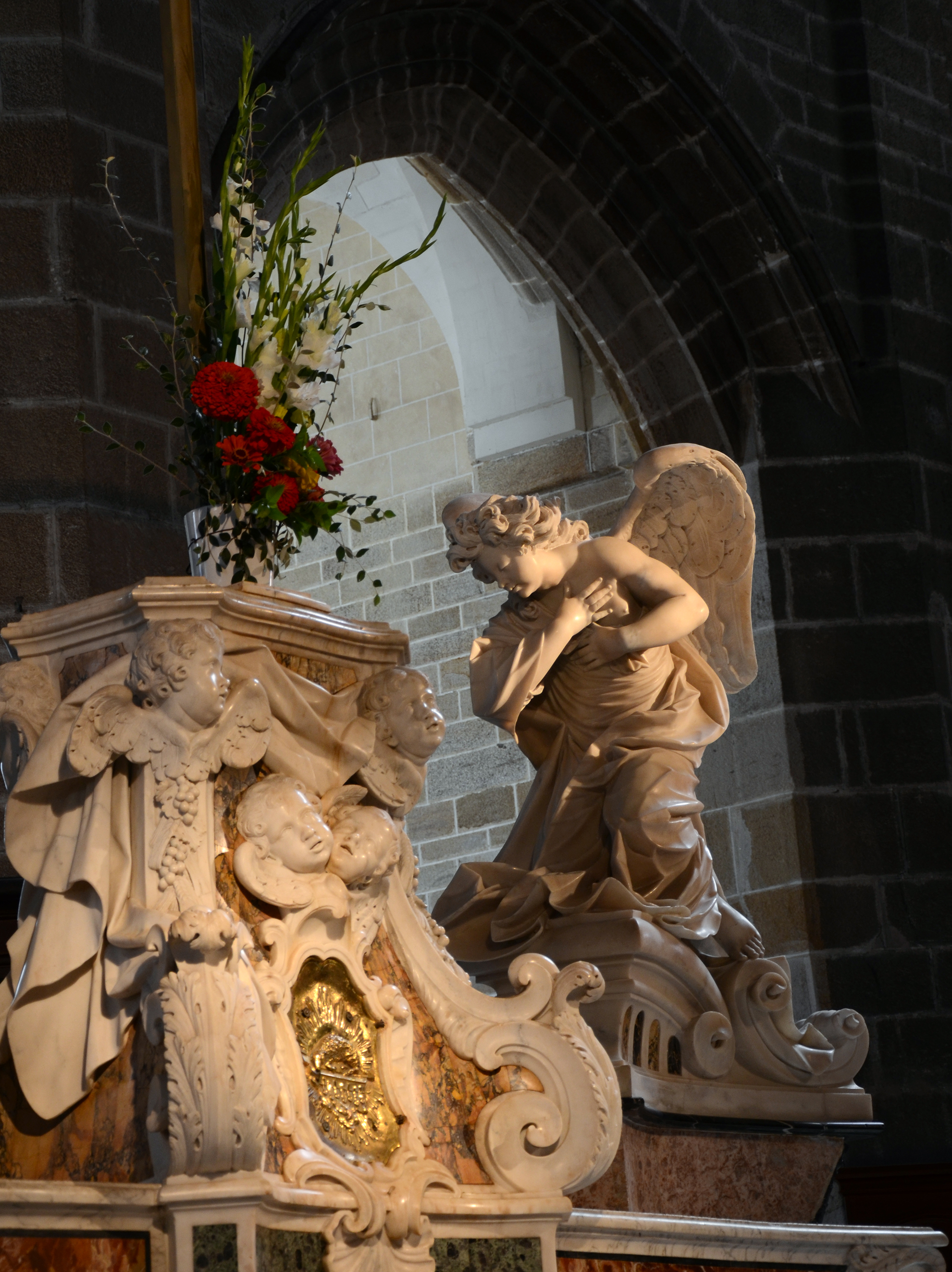
Katedra św. Piotra w Vannes - rzeźby przy głównym ołtarzu
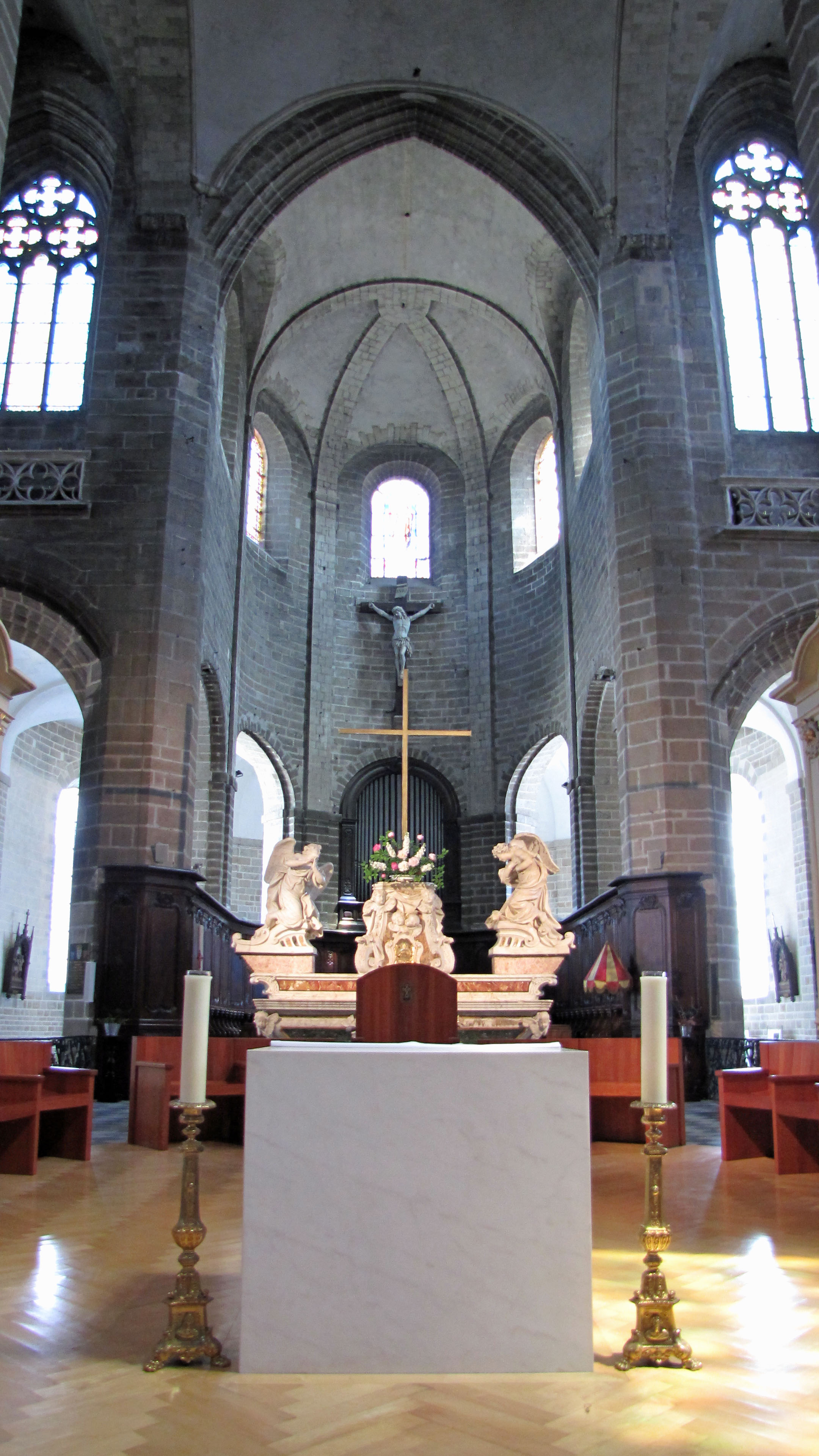
Katedra św. Piotra w Vannes
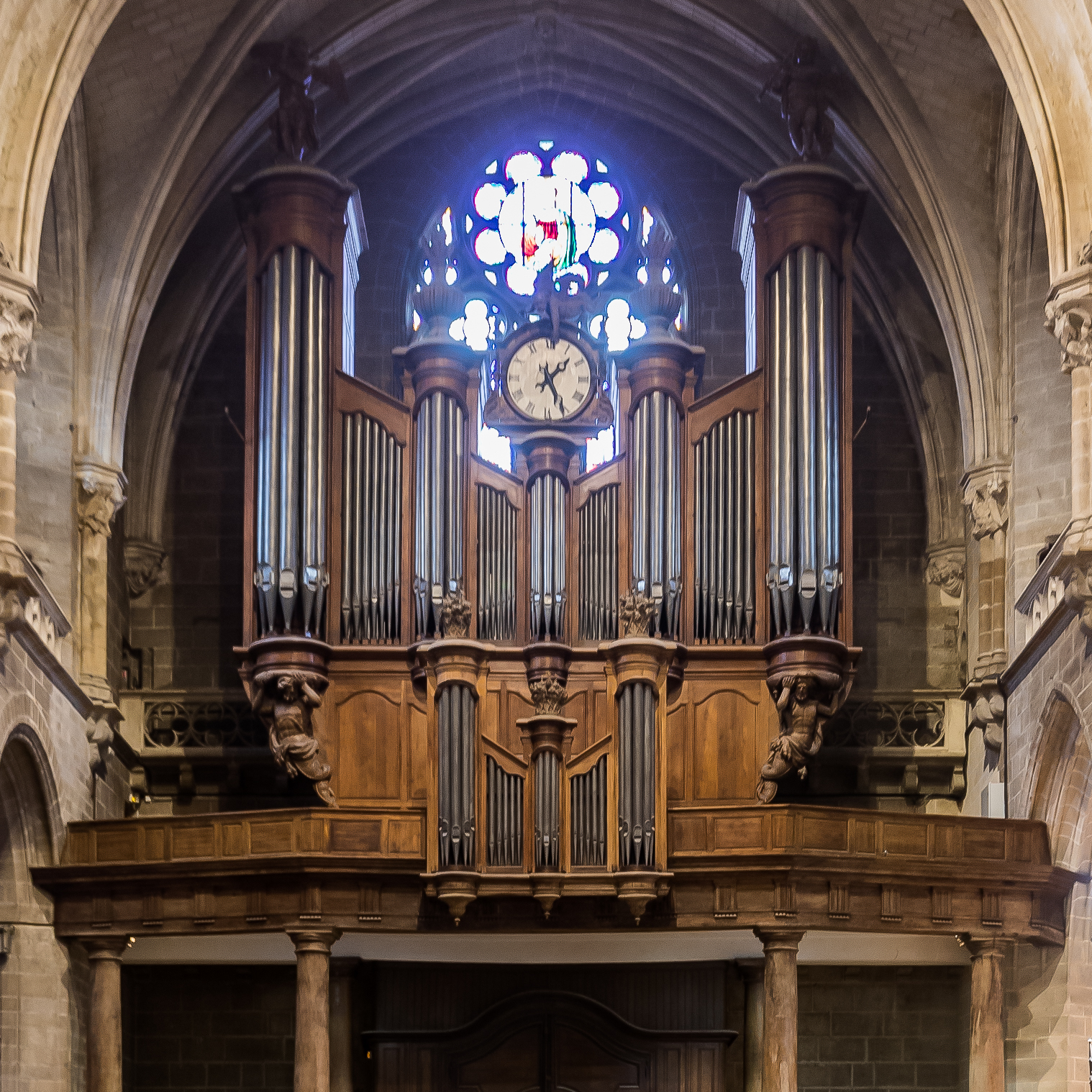
Katedra św. Piotra w Vannes
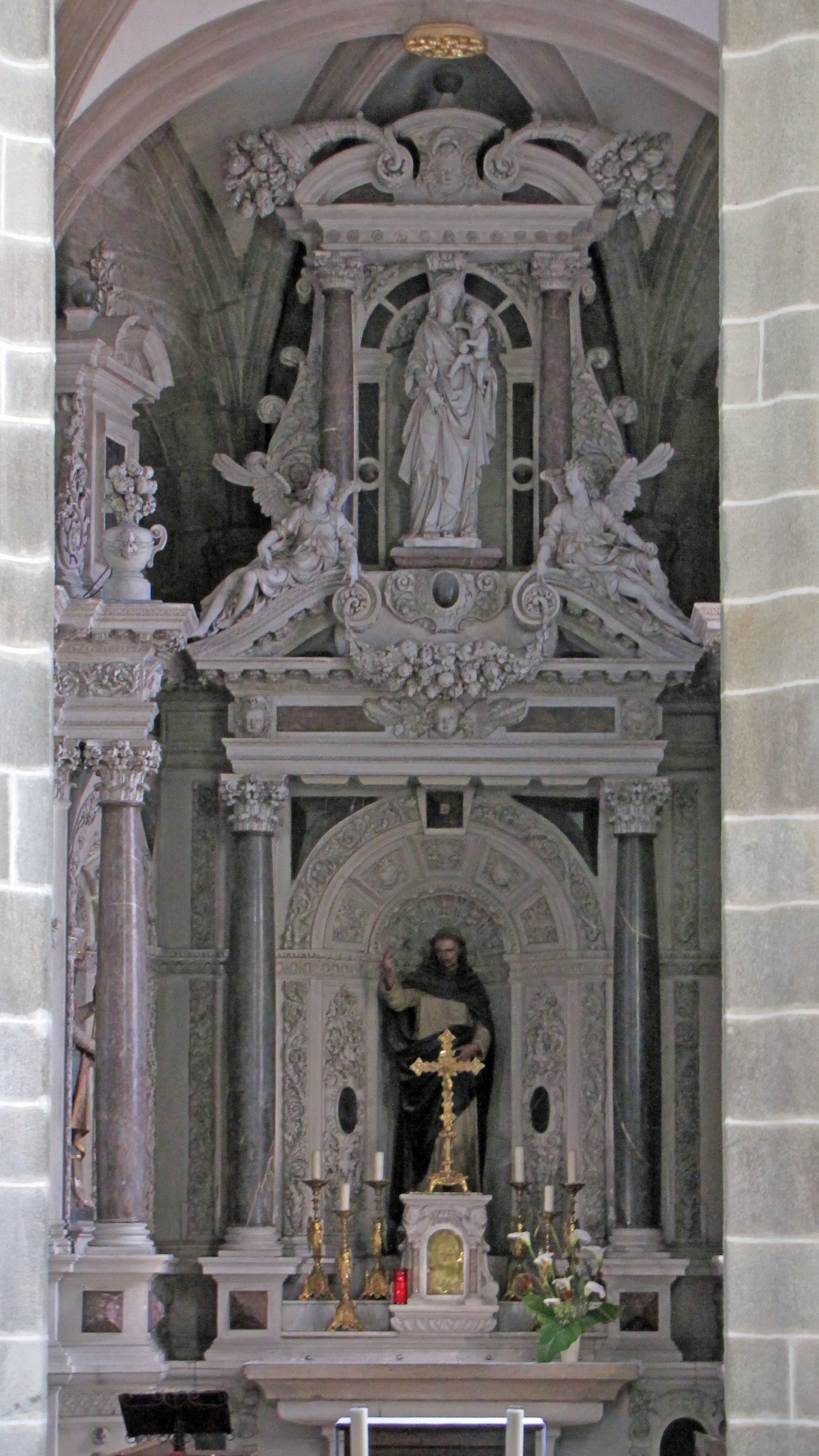
Katedra św. Piotra w Vannes
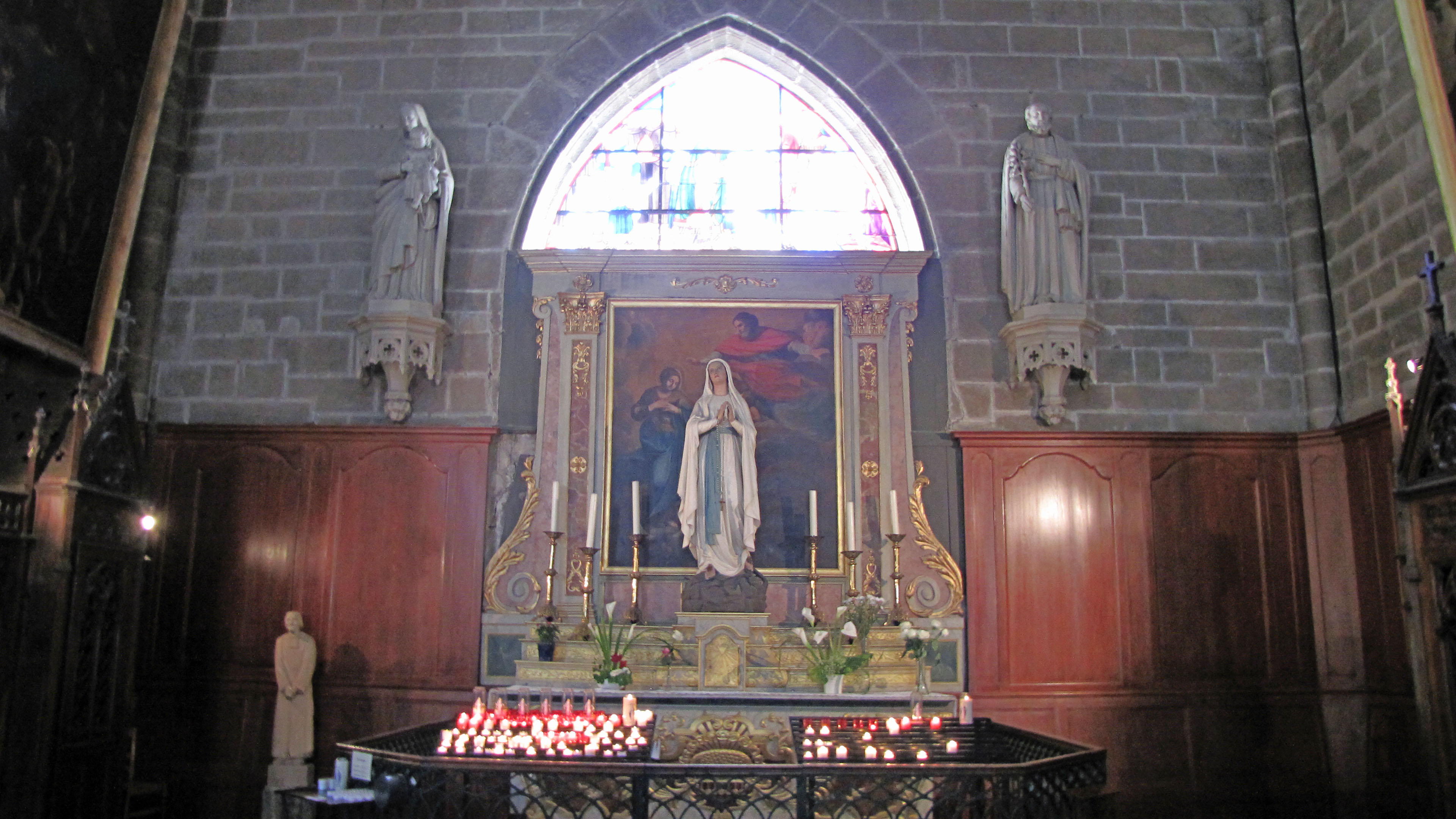
Katedra św. Piotra w Vannes
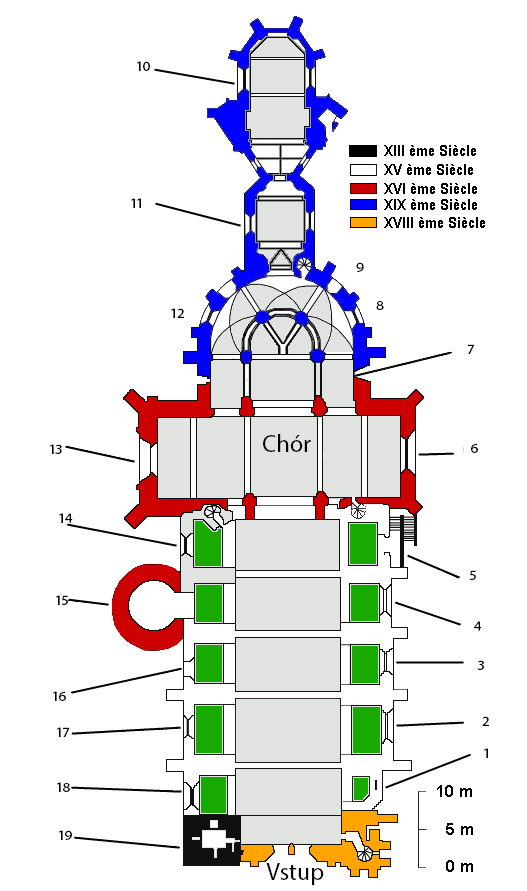
Plan katedry w Vannes